# Ком'яхов Олександр Гурійович
Олександр Гурійович Ком'яхо́в (нар. 29 квітня 1922, Ізюм — пом. 18 лютого 1976, Київ) — український радянський графік.

## Біографія
Народився 29 квітня 1922 року в місті Ізюмі (нині Харківська область, Україна). Упродовж 1944—1946 років навчався у Харківському будівельному інституті; у 1946—1950 роках — в Українському поліграфічному інституті у Львові. Дипломна робота — оформлення книги «Українські народні казки».
Жив у Києві. Співпрацював із видавництвами «Молодь», «Радянський письменник», «Мистецтво», «Наукова думка». Помер у Києві 18 лютого 1976 року.

## Творчість
Працював у галузях плаката і книжкової графіки, зокрема:
створив плакати
- «Хай живе 33-я річниця Збройних Сил Союзу РСР!» (1951);
- «Хай живе і міцніє союз робітничого класу і колгоспного селянства – непохитна основа Радянського Союзу!» (1956);
- «Трудящі Радянської України! Боріться за те, щоб уже в нинішньому році наздогнати США по виробництву масла!» (1957).

оформив книги
- «Ернані» Віктора Гюґо (1953);
- «Українські народні пісні» (1955, книги 1–2);
- «Українське народне мистецтво. Кераміка та скло» (1955);
- «Народження пісні» Йосипа Курлата (1956);
- «Від зорі до зорі» Іллі Дубинського (1957);
- «Карл Маркс і Фрідріх Енгельс», збірка (1960);
- «Художники Закарпаття» (1961);
- «Київський державний музей російського мистецтва» (1962);
- «Кобзар» Тараса Шевченка (1962);
- «Пісні великого Кобзаря» (1964);
- «Хаджибей» Юрія Трусова (1964);
- «Державний Миколаївський художній музей імені В. В. Верещагіна» (1964);
- «Осінні мелодії» Володимира Сосюри (1965);
- «Давньоруські написи Софії Київської» Сергія Висоцького (1966, випуск 1);
- «Походження Русі», збірка (1969);
- «В. І. Ленін і Україна» (1969, книги 1–4);
- «Дукати і дукачі України» Івана Спаського (1970; отримав диплом ІІ ступеня на Республіканському конкурсі «Мистецтво книги 1971»);
- «Український радянський сувенір» Бориса Бутника-Сіверського (1972; отримав заохочувальний диплом на Республіканському конкурсі «Мистецтво книги 1972»);
- «Українська книга і книгодрукарство 1922—1972» М. П. Рудя (1972);
- «Феодальна Таврика». Матеріали з історії археології Криму (1973);
- «Середньовічні написи Софії Київської» Сергія Висоцького (1974; у 1976 році отримав диплом І ступеня на Всесоюзному конкурсі «Кращі видання»);
- «Мальована колисочка», співаник (1974).

Брав участь в обласних, республіканських художніх виставках з 1954 року. 